# Krysa obrovská
Krysa obrovská (také jako gambijská krysa nebo křečkomyš gambijská; Cricetomys gambianus) je urostlý hlodavec, který může dorůstat až velikosti kočky. Hlava s tělem měří 25–45 cm, ocas je dlouhý až 46 cm, samci mohou vážit až 2,5 kilogramu. Žijí téměř v celé subsaharské Africe. S krysami jsou příbuzné jen vzdáleně, neboť mají výrazné lícní torby, díky nimž byly považovány za křečky. Jsou všežravci, živí se jak rostlinami, tak drobnými živočichy (bezobratlými).
Na jihu Afriky jsou konzumované chudými rodinami, používají se však také k hledání min díky jejich vytříbenému čichu. Z téhož důvodu se používají při analýze osob infikovaných TBC. K výcviku krysy obrovské k vyhledávání min a tuberkulózy byla v Tanzanii v roce 1998 založena organizace APOPO podporovaná belgickou vládou a ženevským centrem pro humanitární odminování GICHD (Geneva International Centre for Humanitarian Demining).
V přírodě krom člověka nemají přirozeného nepřítele, jsou přínosné hlavně jako dopravci semen. Jejich počet klesá kvůli oblíbenosti jejich masa, díky rychlému reprodukčnímu cyklu však počet nepřesáhl hranici ohroženého druhu.
V lednu 2022 zemřela nejstatečnější a nejslavnější z těchto krys – krysa Magawa (narozena 2014), která zachránila stovky či možná i tisíce lidských životů. Magawa vyčenichal v Kambodži přes stovku nášlapných min a dalších výbušnin. Za své služby a statečnost dostal jako první krysa vůbec i vyznamenání.

## Chov v zoo
Tento druh patří k vzácně chovaným. V listopadu 2019 chován přibližně v deseti evropských zoo. Z českých zoo jej v září 2019 získala Zoo Praha od soukromého chovatele, a to v počtu dvou samců a dvou samic.